# خوان فرنانديز (سياسي)
خوان فرنانديز (بالإنجليزية: Juan B. Fernández)‏  (و. 1894 – 1993 م) هو صحفي، وسياسي، وسفير، ومحرر، من كولومبيا، ولد في بارانكويلا، توفي عن عمر يناهز 99 عاماً.

## جوائز
حصل على جوائز منها:
- جائزة  ماريا مورس كابوت [الإنجليزية]‏ (1952).